# Doris Mühringer
Doris Mühringer, née le 18 septembre 1920 à Graz et morte le 26 mai 2009 à Vienne est une poétesse autrichienne connue pour ses œuvres lyriques, ses nouvelles et ses histoires pour enfants,, considérée comme une des figures majeures de la poésie autrichienne des années 1950 et 1960.

## Vie
Née à Graz, elle tombe malade alors qu'elle à sept ans et doit réapprendre à marcher après des mois d'alitement. C'est pendant sa maladie qu'elle découvre le monde des livres, plus particulièrement des contes qui influenceront sa propre production poétique.
En 1929, la famille part pour Vienne où elle poursuit des études diverses à l'université de Vienne sans passer son diplôme,. Après la Seconde Guerre mondiale, elle s'installe à Salzbourg où elle vit comme traductrice de l'anglais, de travail de secrétariat et de travaux de relecture pour des éditeurs. Elle rencontre l'écrivain Hans Weigel qui la convainc de venir à Vienne et y devient son mentor. En 1954, elle publie quelques poèmes dans la collection Stimmen der Gegenwart (Les Voix du présent). En 1976 paraît Der Wolf und die sieben Geißlein (Le loup et les sept chevreaux), une version personnelle de celle des frères Grimm, qui fait partie d'une collection de livres pour enfants Update on Rumpelstiltskin and other Fairy Tales by 43 Authors, compilée par Hans-Joachim Gelberg, illustrée par Willi Glasauer, et publiée par Beltz & Gelberg.
Elle reçoit le Prix de poésie Georg Trakl en 1954 suivi peu après du Prix des Nouveaux Cahiers allemands où siège dans le jury l'écrivain Gottfried Benn, le Prix de poésie Bertelsmann en 1956, et le Prix du livre d'enfance et de jeunesse autrichien en 2001.
Elle a été membre du PEN club, du cercle du magazine littéraire Podium, a participé à la vie littéraire et a donné une série de conférences aux États-Unis. Bien qu'elle ait peu publié, l'écrivain Gerhard Ruiss (de) estime qu'elle est « l'une des plus grandes voix de la poésie autrichienne de ces dernières décennies ».

## Œuvres
- 1957 Gedichte I (poésie)
- 1969 Gedichte II (poésie)
- 1976 Staub öffnet das Auge. Gedichte III (poésie)
- 1976 Der Wolf und die sieben Geißlein (Le loup et les sept chevreaux)[5]
- 1976 Update on Rumpelstiltskin and other Fairy Tales by 43 Authors (pour enfants, illustrated by Willi Glasauer)
- 1984 Vögel die ohne Schlaf sind. Gedichte IV (poésie)
- 1985 Tanzen unter dem Netz (nouvelles)
- 1989 Das hatten die Ratten vom Schatten (prose)
- 1995 Reisen wir (poèmes choisis)
- 1999 Aber jetzt zögerst du (poésie)
- 2000 Auf der Wiese liegend (pour enfants)
- 2000 Angesiedelt im Zwischenreich. Achtzig für achtzig
- 2002 Ausgewählte Gedichte (poèmes choisis pour enfants)
- 2005 Es verirrt sich die Zeit (œuvres complètes)